# 오와다역 (사이타마현)
오와다역(일본어: 大和田駅)은 일본 사이타마현 사이타마시 미누마구에 있는 철도역이다.

## 타는 곳
| 번선 | 노선                | 방향 | 행선                                         |
| ---- | ------------------- | ---- | -------------------------------------------- |
| 1    | 도부 어반 파크 라인 | 하행 | 이와쓰키 · 가스카베 · 가시와 · 후나바시 방면 |
| 2    | 도부 어반 파크 라인 | 상행 | 오미야 방면                                  |

## 역세권 정보
- 오와다 역전 우체국
- 오와다 무도관
- 호리사키 공원
- 오와다 공원
  - 사이타마 시립 오미야 구장
  - 사이타마 시립 오와다 공원 수영장
  - 사이타마 시 오미야 체육관
- 사이타마 현도 2호 사이타마 가스카베선

## 역사
- 1929년 11월 17일: 영업 개시.
- 2006년 3월 31일: 엘리베이터 공용 개시.
- 2008년: 역사 및 역 구내의 개수 공사 실시. 동시에 출입구에 있는 역명판이 로마자 병기 타입으로 교환됨.
- 2009년
  - 3월 10일: 발차 멜로디 도입.
    - 히가시이와쓰키 역 ~ 가스카베 역간은 이 날로 운용 개시.

  - 12월 1일: 역 업무를 도부 스테이션 서비스에 위탁함.
- 2010년: 역 구내의 안내판을 픽토그램을 이용한 디자인에 일신하여 승강장에 있던 적하식 역명판과 노선도는 철거되었고 역명판, 노선도, 소요시간을 일체형시킨 자립식 안내판이 설치됨.
- 2012년: 개찰구 및 승강장에 LED식 발차표를 설치함.
- 2016년 3월 26일: 노다 선에서 급행 운전 개시, 당역은 통과 역이다.

## 인접역
| 도부 철도 노다 선            | 도부 철도 노다 선 | 도부 철도 노다 선          |
| ---------------------------- | ----------------- | -------------------------- |
| TD 03 오미야코엔 오미야 방면 |                   | 나나사토 TD 05 가시와 방면 |